# Unione Sportiva Trapanese 1907-1908
Questa pagina raccoglie i dati riguardanti il Trapani Calcio nelle competizioni ufficiali della stagione 1907-1908.

## Stagione
Nel settembre del 1908 il presidente Giuseppe Platamone invitò il Palermo Football and Cricket Club del presidente Roberto Pottino per un confronto tra le due squadre. Platamone fu legato da ottimi rapporti con le famiglie nobiliari e mercantili palermitane e particolarmente con Vincenzo Florio jr (il creatore della Targa Florio). "Alla palestra di Via Spalti convennero duecento persone (numero elevato per l'epoca) che assistettero all'incontro in piedi, addossate al vecchio bastione del Distretto Militare (Bastione Impossibile n.d.r.)". Per questo incontro la squadra palermitana capitanata da Valentino Colombo presentò la migliore formazione in vista della Coppa Lipton ed il 7 ottobre 1908 l'US Trapanese venne sconfitta per 11 a 0 (altre fonti dicono 12 a 0).

## Divise
Il colore sociale dell'Unione Sportiva Trapanese è il verde.
| Manica sinistra · Maglietta · Maglietta · Manica destra · Pantaloncini · Calzettoni |

## Organigramma societario
- Giuseppe Platamone - Presidente
- Bartolomeo Augugliaro - Consigliere
- Gaspare Bulgarella - Consigliere
- Francesco De Blasi - Consigliere
- Vincenzo Marrone - Consigliere
- Abele Mazzarese - Consigliere
- Ugolino Montagna - Consigliere
- Francesco Oddo - Consigliere
- Antonio Scio - Consigliere
- Tommaso Xirinda - Consigliere

- Commissione Tecnica

## Rosa
| N. |                   | Ruolo | Calciatore       |
| -- | ----------------- | ----- | ---------------- |
|    | Italia (bandiera) | P     | Filippo Liparoti |
|    | Italia (bandiera) | -     | ?                |
|    | Italia (bandiera) | -     | ?                |
|    | Italia (bandiera) | -     | ?                |
|    | Italia (bandiera) | -     | ?                |
|    | Italia (bandiera) | -     | ?                |

| N. |                   | Ruolo | Calciatore      |
| -- | ----------------- | ----- | --------------- |
|    | Italia (bandiera) | -     | ?               |
|    | Italia (bandiera) | -     | ?               |
|    | Italia (bandiera) | -     | ?               |
|    | Italia (bandiera) | -     | Abele Mazzarese |
|    | Italia (bandiera) | A     | Antonino Tosto  |

## Competizioni

### Amichevoli
| Trapani 7 ottobre 1908 | Unione Sportiva Trapanese | 0 – 11 | Palermo Football and Cricket Club | Palestra di Via Spalti (200 spett.) |